# Ловушка (фильм, 1970)
«Ловушка» (пол. Pułapka) — польский чёрно-белый художественный фильм-драма, снятый в 1970 году на киностудии «Иллюзион».

## Сюжет
Недавно окончилась вторая мировая война. Майор Ян Райнер с женой приезжает в маленький шахтёрский город в Силезии. Майор — силезец, родившийся в этом городе. У него есть здесь фамильный дом, родственники и знакомые, с которыми он разговаривает на немецком. Жене это не очень нравится, потому что она потеряла во время войны всё: семью, дом. Не нравится это также поручику Вальчуку, у которого немцы убили всю семью. Вальчук наблюдает за майором, потому что считает, что Райнер — это немец и пособничает своим. Действительно, повод для таких подозрений есть: майор скрыл, что в лагере для военнопленных пребывает его брат Вилли Райнер, бывший эсэсовец, силезец, который выдал себя за немца.

## В ролях
- Анджей Копичиньский — майор Ян Райнер
- Иоанна Ендрыка — Ванда, жена Яна Райнера
- Александер Иванец — поручик Юлиан Вальчук
- Хольгер Малих — Вилли Райнер
- Карин Бивен — Хельга
- Пауль Берндт — Кунф
- Вернер Диссель — Рунге
- Виргилиуш Грынь — полковник Карч
- Зыгмунт Мацеевский — сержант Млынарский
- Бруно Оя — Антон
- Джек Рекниц — Вайс
- Тадеуш Грабовский — Дудек
- Ежи Янечек — Виснёвский
- Фердинанд Матысик — Брыла
- Збигнев Добжиньский — сержант Вёнчек